# Gejuelo del Barro
Gejuelo del Barro è un comune spagnolo di 50 abitanti situato nella comunità autonoma di Castiglia e León.